# Jules Alexandre Monet
Pour les articles homonymes, voir Monet.
Jules-Alexandre Monet est un homme politique français né le 11 avril 1810 à Paris et décédé le 9 novembre 1870 à Lyon (Rhône).

## Biographie
Maire de Nancy, il est député de la Meurthe de 1849 à 1851, siégeant à droite avec les monarchistes.

## Sources
1. ↑  Archives en ligne de Paris, actes de l'état civil reconstitué, cote 5Mi1 154, vues 7-9/51

- « Jules Alexandre Monet », dans Adolphe Robert et Gaston Cougny, Dictionnaire des parlementaires français, Edgar Bourloton, 1889-1891 [détail de l’édition]